# Joe Lieberman
Joseph Isadore (Joe) Lieberman (Stamford (Connecticut), 24 februari 1942 – New York, 27 maart 2024) was een Amerikaans politicus, eerst lid van de Democratische Partij maar sinds 2007 Onafhankelijk. Hij was senator voor Connecticut van 1989 tot 2013. Hij was voor de Amerikaanse presidentsverkiezingen van 2000 de running mate van Al Gore. Vier jaar later deed hij zelf een gooi naar de presidentsnominatie van de Democratische Partij, maar trok zich terug wegens te weinig steun voor zijn kandidaatschap.

## Loopbaan
In 1988 versloeg Lieberman de relatief linkse Republikein Lowell Weicker, die al drie termijnen achter de rug had, in zijn eerste verkiezing voor de Senaat namens de staat Connecticut. Hij won met een marge van ongeveer 10.000 stemmen, nadat hij ook steun had gekregen van de rechtse vleugel van de Republikeinen die ontevreden was met Weickers gematigde beleid. Tijdens zijn campagne kreeg hij steun van Cubaanse Amerikanen die ontevreden waren met Weickers steun voor Fidel Castro.
Lieberman werd herkozen in 1994 met 67 procent van de stemmen en 350.000 stemmen meer dan de tegenkandidaat. In 2000 werd hij opnieuw herkozen. Net als Bill Clinton en Dick Gephardt was Lieberman voorzitter van de Democratic Leadership Council.
Lieberman was een voorstander van een 'assertief' buitenlands beleid van de Verenigde Staten en steunde in grote lijnen de politiek van de Republikeinse president George W. Bush in Irak. Ook wilde hij dat de Republikeinen en Democraten vaker samenwerkten om tot oplossingen te komen. Dit zorgde voor aanzienlijke weerstand bij de progressieve achterban van de Democraten, zodanig zelfs dat in de Democratische primary (voorverkiezing) van Connecticut in augustus 2006 een tegenkandidaat, Ned Lamont, er met de Democratische nominatie voor de senaatsverkiezingen van 2006 vandoor ging. Lieberman deed daarom als onafhankelijk kandidaat mee aan de verkiezingen van 2006 en werd op 7 novembe] herkozen met 50 procent van de stemmen. Lamont kreeg 40 procent. De Republikeinse kandidaat kreeg slechts 10 procent van de stemmen omdat veel Republikeinse kiezers op Lieberman stemden. Lieberman sloot zich aan bij de Democratische fractie in de Senaat.
Bij de Amerikaanse presidentsverkiezingen 2008 steunde hij echter actief de Republikeinse kandidaat John McCain en gold zelfs lange tijd als diens favoriet om zijn running mate te worden. Op de Republikeinse Conventie vergeleek hij McCain met president Clinton: beiden waren voorstanders van samenwerking in het politieke midden.
In 2008 deed Lieberman als voorzitter van de Senate Homeland Security and Governmental Affairs Committee pogingen om filmpjes van YouTube te laten verwijderen vanwege vermeende terroristische inhoud. Hij deed dit tegen de achtergrond van een wetsvoorstel uit 2007, The Violent Radicalization and Homegrown Terrorism Prevention Act. Tegen deze wet ontstond protest van burgerbewegingen omdat zij vreesden dat de voorgestelde maatregelen zouden leiden tot discriminatie van moslims en het censureren van 'radicale' websites. Google wist zich met succes te verzetten tegen de pogingen van Lieberman om inhoud van YouTube verwijderd te krijgen. De wet is niet overgenomen door de huidige regering-Obama. In 2010 oefende Lieberman druk uit op Amazon om de hosting van WikiLeaks stop te zetten, nadat geheime correspondentie van Amerikaanse ambassades op deze site openbaar werd gemaakt. Op 19 januari 2011 maakte Lieberman bekend dat hij zich niet herverkiesbaar stelde in 2012.

## Privéleven
Lieberman was modern-orthodox joods en hield zich aan veel joodse wetten maar was niet strikt-religieus. Hij was van 1965 tot 1981 gehuwd met Elizabeth (Betty) Haas. Met haar had hij twee kinderen. In 1982 ontmoette hij zijn tweede vrouw, Hadassah Freilich Tucker. Met haar had hij een dochter en een stiefzoon uit een eerder huwelijk van Freilich Tucker.
Lieberman overleed op 27 maart 2024 op 82-jarige leeftijd aan complicaties als gevolg van een val.
- Bibsys: 1012310
- CiNii: DA01794475
- Gemeinsame Normdatei: 12317970X
- International Standard Name Identifier: 0000 0001 1449 3537
- Library of Congress Control Number: n85290003
- National Archives and Records Administration: 10568690
- Nationale Bibliotheek van Tsjechië: jo20241221365
- Nationale Bibliotheek van Israël: 987007264684505171
- Nederlandse Thesaurus van Auteursnamen: 130629650
- Réseau des bibliothèques de Suisse occidentale: 02-A003520222
- SNAC: w67q9rjx
- Système universitaire de documentation: 081127022
- Biographical Directory of the United States Congress: L000304
- Virtual International Authority File: 79477216
- WorldCat: E39PBJjHgKk873ttBX9TB3JVYP